# Stokeham
Stokeham – wieś i civil parish w Anglii, w Nottinghamshire, w dystrykcie Bassetlaw. W 2001 civil parish liczyła 46 mieszkańców. Stokeham jest wspomniana w Domesday Book (1086) jako Estoches.